# San Juan de Gredos
San Juan de Gredos är en kommun i Spanien.   Den ligger i provinsen Provincia de Ávila och regionen Kastilien och Leon, i den centrala delen av landet, 130 km väster om huvudstaden Madrid. Antalet invånare är 317.